# Siwan

Stadens och distriktets läge i Bihar.

Siwan är en stad i delstaten Bihar i Indien, och är administrativ huvudort för ett distrikt med samma namn. Folkmängden uppgick till 135 066 invånare vid folkräkningen 2011.